# Ca l'Agnés
Ca l'Agnés és una casa de Torrefeta, al municipi de Torrefeta i Florejacs (Segarra), inclosa a l'Inventari del Patrimoni Arquitectònic de Catalunya.

## Descripció
Construcció de tres plantes ubicada en el bell mig de la Plaça Major de la vila de Torrefeta.
A la planta inferior trobem un sòcol de pedra, que queda interromput per una porta d'arc escarser amb una motllura llisa de pedra.
Al primer nivell podem veure un balcó corregut de forja amb dos portes balconeres amb motllura de pedra i a l'últim pis, dues finestres rectangulars, damunt les quals hi ha una cornisa summament decorada que perfila tota la façana.
L'estetica d'aquesta façana ve donada per la imitació que l'arrebossat fa de filades de carreus ben escairats.